# George Wallace (escritor)
George Wallace (nacido el 3 de octubre de 1950 en Martins Ferry, Ohio) es un novelista estadounidense y comandante retirado de la Armada de los Estados Unidos.

## Biografía
Wallace nació en Martins Ferry y se crio en el este de Ohio. Obtuvo un título en ingeniería de la Universidad Estatal de Ohio.
Ingresó en la Armada de los Estados Unidos. Alrededor de 1975 comenzó a trabajar en los grupos de energía nuclear y submarinos.
Sirvió en diferentes submarinos: en los submarinos de misiles balísticos clase Lafayette USS John Adams (SSBN-620) y USS Woodrow Wilson (SSBN-624); en el submarino de ataque nuclear clase Sturgeon Spadefish como oficial ejecutivo; de 1990 a 1992 estuvo al mando del submarino de ataque nuclear clase Los Angeles USS Houston (SSN-713).
Durante esta última misión, colaboró con el grupo SEAL de la Armada de los Estados Unidos en el desarrollo de tácticas SEAL/submarinas.
En 1995, Wallace se retiró de la Armada.
Su primera novela, Final Bearing (2003), se inspiró en su experiencia en el submarino Spadefish.
Él y su esposa, Penny, viven en Alexandria, Virginia.

## Obras

### Novelas
Serie Hunter Killer (con Don Keith):
1. Final Bearing (2003), ISBN 9780765304155
2. Dangerous Grounds (2015), ISBN 9781518760501
3. Cuban Deep (2019), ISBN 9781951249229
4. Fast Attack (2019), ISBN 9781951249014
5. Arabian Storm (2020), ISBN 9781648759031
6. Warshot (2021), ISBN 9798507883295
7. Silent Running (2022), ISBN 9781648752148
8. Snapshot (2023)

Independientes:
- Firing Point, o Hunter Killer (2011), con Don Keith, ISBN 9780451237392
- Operation Golden Dawn (2013), ISBN 9780615869872

## Adaptaciones
- Hunter Killer (2018), película dirigida por Donovan Marsh, basada en la novela Firing Point [1][3]